# Антоновка (Барский район)
Анто́новка (укр. Антонівка) — село на Украине, находится в Барском районе Винницкой области. Входит в Барскую объединённую территориальную общину (громаду).
Население по переписи 2001 года составляет 327 человек. Почтовый индекс — 23014. Телефонный код — 4341.
Занимает площадь 5,6 км².
До 17 июля 2020 года находилось в Барском районе Винницкой области.